# Sun Is Up
Singles de Inna
10 Minutes
(2010) Club Rocker
(2011)
Sun Is Up est une chanson electropop par la chanteuse roumaine Inna. Initialement annoncé comme single de lancement pour le second album, il sert finalement à promouvoir la réédition de l'album Hot en France et est le premier titre de son second album. Le clip vidéo est tourné en août 2010 à Marbella en Espagne. À la sortie du CD single, le titre se classe numéro 2 des ventes.

## Liste des pistes
- Royaume-Uni iTunes remix EP

1. Sun Is Up (UK Radio Edit) – 2:32
2. Sun Is Up (Play & Win Mix) – 4:43
3. Sun Is Up (Cahill Radio Edit) – 3:25
4. Sun Is Up (Cahill Mix) – 7:17
5. Sun Is Up (Kryder Mix) – 5:30
6. Sun Is Up (Mico Mix) – 6:05
7. Sun Is Up (Odd Mix) – 6:03

- Pays-Bas iTunes remix EP

1. Sun Is Up (Cahill Radio Edit) – 3:25
2. Sun Is Up (Cahill Mix) – 7:17
3. Sun Is Up (Cahill Instrumental Mix) – 7:11
4. Sun Is Up (Kryder Mix) – 5:30

Sun Is Up (Remixes officiels)
1. Sun Is Up (Play & Win Radio Edit) - 3:44
2. Sun Is Up (Play & Win Club Remix) - 4:43
3. Sun Is Up (UK Radio Edit Version) - 2:32
4. Sun Is Up (Radio/Video Edit Version) - 3:11
5. Sun Is Up (Cahill Radio Edit) - 3:25
6. Sun Is Up (Cahill Club Remix) - 7:17
7. Sun Is Up (Kryder Remix) - 5:30
8. Sun Is Up (Mico Short Radio Edit) - 3:27
9. Sun Is Up (Mico Club Remix) - 6:05
10. Sun Is Up (Odd Radio Edit) - 3:17
11. Sun Is Up (Odd Club Remix) - 6:02
12. Sun Is Up (The Perez Brothers Radio Edit) - 3:48
13. Sun Is Up (The Perez Brothers Club Remix) - 4:18
14. Sun Is Up (Dandeej Remix) - 7:02
15. Sun Is Up (Ilario Estevez Remix) - 5:32

## Classements et certifications
| Classement (2010-2011)                  | Meilleure position |
| --------------------------------------- | ------------------ |
| Allemagne (Media Control AG)            | 26                 |
| Autriche (Ö3 Austria Top 40)            | 33                 |
| Belgique (Flandre Ultratop 50 Singles)  | 17                 |
| Belgique (Wallonie Ultratop 50 Singles) | 5                  |
| Bulgarie                                | 1                  |
| République tchèque                      | 31                 |
| France (SNEP)                           | 2                  |
| Allemagne (German Airplay Chart)        | 89                 |
| Hongrie (Dance Top 40)                  | 6                  |
| Irlande (IRMA)                          | 38                 |
| Italie (FIMI)                           | 21                 |
| Pays-Bas (Single Top 100)               | 7                  |
| Pays-Bas (Nederlandse Top 40)           | 9                  |
| Pologne (Dance Top 50)                  | 15                 |
| Roumanie (Romanian Top 100)             | 2                  |
| Russie (Russian TopHit 100)             | 2                  |
| Écosse (OCC)                            | 13                 |
| Slovaquie (IFPI Rádio)                  | 20                 |
| Espagne (PROMUSICAE)                    | 22                 |
| Suède (Sverigetopplistan)               | 49                 |
| Suisse (Schweizer Hitparade)            | 3                  |
| Suisse (Romandie Chart)                 | 1                  |
| Royaume-Uni (UK Dance Chart)            | 3                  |
| Royaume-Uni (UK Singles Chart)          | 15                 |

| Classement (2010-2011)         | Position |
| ------------------------------ | -------- |
| Belgique (Wallonie)            | 28       |
| Allemagne                      | 96       |
| France SNEP                    | 16       |
| Pays-Bas (Mega Single Top 100) | 43       |
| Pologne                        | 36       |
| Roumanie (Top 100)             | 52       |
| Suisse                         | 35       |

| Pays   | Organisme | Certification | Ventes |
| ------ | --------- | ------------- | ------ |
| Italie | FIMI      | Or            | 15 000 |
| Suisse | IFPI      | Or            | 15 000 |